# Hierbas Ibicencas
Las Hierbas Ibicencas es una bebida espirituosa anisada con extractos de aromas de diversas plantas y con un grado variable de edulcoración. Se elaboran desde hace más de 200 años, mediante la maceración hidroalcohólica de diferentes plantas y con la presencia de anís.

## Historia
Las Hierbas Ibicencas es una bebida espirituosa con denominación geográfica, de color ámbar a verde y de aroma anisado. Son muy populares en las Islas Baleares, con altos niveles de producción y consumo. Forman parte de la tradición de muchos hogares que desde siempre las han elaborado artesanalmente, con sus propias recetas y secretos nunca confesados. 
A finales del siglo XIX, en Formentera, nació la primera industria elaboradora de bebidas espirituosas de las Baleares. Como es bien sabido, muchos residentes de Formentera compaginaban las labores de pescador, agricultor y ganadero. Pero uno de ellos, Juan Marí Mayans, hacia el 1880, tuvo otras prioridades y con su llaüt realizó viajes a Barcelona para abastecer a la isla de objetos y utensilios que allí no existían, conoció los secretos del alambique y de la fabricación de bebidas alcohólicas y creó una pequeña fábrica que años después trasladaría a Ibiza y que, aún hoy en día perdura. Juan Marí Mayans, al ser aficionado a las plantas aromáticas y medicinales, y un estudioso de sus propiedades, desarrolló una vocación para la fabricación de bebidas y licores en aquellos tiempos. Fue a través de esta cuidosa colección de fórmulas y recetas del siglo pasado, y el estudio intensivo de los efectos y beneficios de las plantas aromáticas de la isla, que Juan Marí Mayans fue capaz de crear los licores afamados por los cuales hoy, su quinta generación de herederos continúa manteniendo la tradición y artesanía, combinándolos con la tecnología moderna para ofrecer bebidas únicas y típicas de las islas, utilizando esas mismas recetas manuscritas.
En el año 1997 se aprobó la Denominación Geográfica Hierbas Ibicencas, lo cual permite por un lado proteger el nombre geográfico, y por otro evitar la competencia desleal y garantizar la calidad del producto.

## Elaboración
Las Hierbas Ibicencas se definen en el reglamento de la Denominación geográfica como una bebida espirituosa anisada obtenida básicamente por la extracción de aromas de diversas plantas procedentes de la zona de elaboración como son el hinojo, tomillo, romero, hierba-Luisa, espliego, ruda, eucaliptos, manzanilla, enebro con enebrinas, orégano, menta, hierba-sana, hojas y piel de limón y naranja, y salvia en presencia de otras plantas como el anís estrellado o badiana y el anís verde o matalahúva.

## Características sensoriales
Las Hierbas Ibicencas son una confluencia de sabores y aromas que envuelven los del anís. La riqueza de la mezcla da fuerza y equilibrio al producto final. En ciertos casos predomina algún tipo concreto de aroma (hinojo, tomillo y/o romero) pero en general se busca la coexistencia múltiple y diversificada de los extractos integrantes. 
Se caracterizan por su color ámbar, con diversas tonalidades. 

## Sistema de control
Los elaboradores de Hierbas Ibicencas, para poder usar la mención Hierbas Ibicencas en sus etiquetas, deben estar inscritos en el Registro de la Denominación geográfica, que gestiona y controla el Consejo Insular de Ibiza.